# Сергиевск
Се́ргиевск — село в Самарской области. Административный центр Сергиевского района и сельского поселения Сергиевск.

## География
Село расположено на правом берегу реки Сок в 4—5 км к северу от посёлка Суходол и в 100 км к северо-востоку от Самары.
Сергиевск и находящиеся в левобережье Сока близлежащие посёлки Суходол, Сургут, Серноводск, Светлодольск образуют скопление населённых пунктов с численностью населения около 31,7 тысяч человек.
К посёлку с юга по мосту через Сок подходит автодорога от М5 (вблизи Суходола), продолжающаяся далее на север на Кошки и Челно-Вершины, имеется объездная дорога с западной стороны села (проходит по мосту ниже по реке). От села на запад отходит дорога на Чекалино, Спасское.
На левом берегу Сока находится ж.-д. станция Серные Воды II на ж.-д. ветке Кротовка — Сургут.

## История
Городок-крепость Сергиевск был основан в 1703 году.
В 1720-х годах включён в построенную Вторую Закамскую оборонительную линию.
С 1780 года статус уездного города в составе Уфимского наместничества, позднее — заштатный город Бугурусланского уезда Самарской губернии.
Население в конце XIX века составляло менее 2 тысяч жителей.

## Население
| 1890  | 1897  | 1959  | 1970  | 1979  | 1989  | 2002  | 2008  | 2010  |
| ----- | ----- | ----- | ----- | ----- | ----- | ----- | ----- | ----- |
| 3035  | ↗3057 | ↗5967 | ↗6770 | ↗7930 | ↗8367 | ↘8282 | ↘8240 | ↗8661 |
| 2021  |       |       |       |       |       |       |       |       |
| ↗9070 |       |       |       |       |       |       |       |       |

## Здравоохранение
Сергиевская центральная районная больница, главврач Бородулин Сергей Васильевич.
Недалеко от Сергиевска (у посёлка Серноводск) расположен бальнеологический и грязевой курорт Сергиевские Минеральные Воды.

## Спорт
В первенстве России среди футбольных клубов Третьего дивизиона 2015 (регион Приволжье) Сергиевск представляет футбольный клуб «Сергиевск».

## Знаменитые уроженцы
- Михаил Дмитриевич Акутин — Герой Советского Союза.
- Краснов, Николай Петрович — Герой Советского Союза.
- Басин Борис Григорьевич —  советский военачальник времен ВОВ, полковник, кавалер ордена Жукова, командир сводного полка на историческом параде Победы 1945 года.